# Мамбве, Эли
Эли Мамбве (англ. Eli Mambwe; род. 18 июля 1982, Калулуши, Коппербелт) — замбийский бадминтонист. Участник летних Олимпийских игр 2008 года, бронзовый призёр чемпионата Африки 2006 года, серебряный и бронзовый призёр Всеафриканских игр 2007 года.

## Биография
Эли Мамбве родился 18 июля 1982 года в замбийском городе Калулуши.
Играл в бадминтон за нидерландский «Смэшинг» из Вихена и Лусаку.
В 2006 году в составе сборной Замбии стал бронзовым призёром чемпионата Африки в Роуз-Хилле.
В 2007 году завоевал две медали на Всеафриканских играх в Алжире: серебряную в одиночном разряде, где уступил в финале Набилю Ласмари из Алжира, и бронзовую в миксте, выступая вместе с Огар Сиамупангилой.
В 2008 году вошёл в состав сборной Замбии на летних Олимпийских играх в Пекине. В одиночном разряде проиграл в 1/16 финала Эрвину Кельхоффнеру из Франции — 0:2 (15:21, 17:21).